# Cryptoprocta
Cryptoprocta — рід хижих, ендемічний для Мадагаскару. Він містить живу фосу й її більшу, нещодавно вимерлу родичку, гігантську фосу. Фоси є найбільшими з хижих ссавців Мадагаскару.